# 新阳路教会
新阳路教会是哈尔滨的一座基督教堂和历史建筑，原属基督复临安息日会，位于道里区新阳路158号（安祥街口东北转角）。
1924年，基督复临安息日会北满区会会长王福原在哈尔滨新安埠大同路（新阳路）开工修建教堂。哥特式建筑风格。
1958年大陆基督教实行联合礼拜时，新阳路教会与端街的卫斯理堂合并，此后即关闭并长期闲置，改革开放后才重新开放。基督复临安息日会教堂已公布为哈尔滨三类保护建筑，2016年9月8日公布为不可移动文物。该堂为新阳路上现存唯一的历史文物建筑。